# 1217 pr. n. št.

## Rojstva
- Ramzes III., faraon Dvajsete egipčanske dinastije († 1155 pr. n. št.)